# С2.253
С2.253 (индекс ГРАУ — 8Д511) — жидкостный ракетный двигатель на долгохранимых, высококипящих компонентах ракетного топлива разработанный в НИИ-88 под руководством А. М. Исаева в 1949—1955 годах для оперативно-тактических ракет Р-11/Р-11М.

## Конструкция
Двигательная установка состоит из однокамерного ЖРД. Подача горючего и окислителя в двигатель вытеснительная, бак наддувается сжатым азотом. Кроме этого сжатый азот используется и в контурах управления агрегатами автоматики.

## Модификации
С2.253А — модификация двигателя для баллистической ракеты подводных лодок Р-11ФМ созданная в 1953—1959 годах.
Также, С2.253 на топливной паре жидкий кислород/керосин, предлагался для установки на первую ступень экспериментальной крылатой ракеты «ЭКР» конструкторского бюро С. П. Королёва.
|                                   | C2.253          | С2.253А         | C2.253 для «ЭКР» |
| --------------------------------- | --------------- | --------------- | ---------------- |
| Окислитель                        | азотная кислота | азотная кислота | жидкий кислород  |
| Горючее                           | керосин (ТГ-02) | керосин (ТГ-02) | керосин          |
| Тяга в пустоте                    | 93,3 кН         | 93 кН           | 107,3 кН         |
| Тяга на уровне моря               | 81,37 кН        | 81,37 кН        |                  |
| Удельный импульс (в пустоте)      |                 |                 | 250 с            |
| Удельный импульс (на уровне моря) | 219 с           | 218 с           | 217 с            |
| Время работы                      | 95 с            | 95 с            | 127 с            |
| Отношение окислитель/топливо      |                 | 3,76            |                  |
| Диаметр                           | 1000 мм         | 1000 мм         |                  |